# Force of Nature
Force of Nature (Brasil: A Força da Natureza) é um filme catástrofe de ação estadunidense de 2020 dirigido por Michael Polish a partir de um roteiro de Cory Miller. É estrelado por Emile Hirsch, Kate Bosworth, Mel Gibson, David Zayas, Stephanie Cayo, Will Catlett, Swen Temmel, Tyler Jon Olsen e Jorge Luis Ramos, e segue uma gangue de ladrões em Porto Rico que planeja executar um assalto durante um furacão.
O filme foi lançado em 30 de junho de 2020, pela Lionsgate, recebendo críticas negativas da crítica de cinema.

## Sinopse
Uma gangue de ladrões planeja executar um assalto em meio a um furacão e encontra problemas quando um policial força todos a evacuar o prédio.

## Enredo
Um furacão está se aproximando de Porto Rico e uma ordem de evacuação está em vigor. O ladrão, João Batista, rouba uma pintura. Os policiais Cardillo e Jess Peña saem para evacuar qualquer pessoa que ainda esteja em sua casa.
Griffin compra toda a carne disponível no mercado e briga com outro cliente que deseja a carne. Cardillo e Peña respondem. Antes de levá-lo para o abrigo de evacuação, ele insiste que precisa alimentar seu gato de estimação, e que um velho e um policial aposentado estão em seu complexo de apartamentos se recusando a evacuar.
Como o policial aposentado precisa ser evacuado, eles concordam em ir para o apartamento. O policial, Ray, se recusa a sair, embora sua filha, Troy, uma médica, tenha uma cama disponível para ele no hospital, pois ela está preocupada que sua máquina de diálise não funcione se a energia for cortada. Cardillo leva Troy ao apartamento do velho, Paul Bergkamp, que também se recusa a sair. Peña fica com Ray. Enquanto tentava convencer Bergkamp a evacuar, Cardillo testemunha o superintendente do prédio sendo mortalmente baleado por um dos homens de João. Ele, Troy e Bergkamp vão ao apartamento de Griffin. Os ladrões tentam invadir o forte sistema de segurança de Bergkamp enquanto alguns deles saem para vigiar o prédio, perseguindo o grupo escada acima, mas os perdem.
Quando Cardillo, Troy e Bergkamp chegam ao apartamento de Griffin, Griffin se recusa a deixá-los entrar quando ele está prestes a alimentar seu animal de estimação, trancado em um quarto separado. Cardillo finalmente convence Griffin a deixá-los entrar. Os rádios da polícia estão desligados da tempestade. O animal de estimação de Griffin, um tigre sai da sala e arrasta Griffin para dentro. Griffin manda Cardillo trazer o balde de carne. Cardillo arrasta Griffin para fora e tranca o tigre de volta na sala enquanto Troy cuida de sua perna ferida. Troy pede suprimentos médicos. Eles vão ao apartamento de um médico que Bergkamp diz estar no prédio. No entanto, a escada é monitorada pelos ladrões e o elevador não funciona, então eles sobem no andaime.
Peña, sem saber da presença dos ladrões, entra no corredor. Um dos ladrões a encontra, exigindo que ela o leve a Cardillo e Bergkamp. Ray atira e mata o ladrão. Os ladrões invadem o apartamento de Bergkamp e encontram um cofre em seu porão, que está inundando, e trabalham para abri-lo. Enquanto Cardillo e Troy sobem no andaime, Troy quase cai, chamando a atenção dos ladrões que começam a atirar neles. Eles erram e Cardillo mata um dos capangas de João quando eles vão para o apartamento mais próximo.
Peña e Ray vão atrás dos ladrões e vão para um apartamento que tem armas. Cardillo é confrontado por um ladrão que exige Bergkamp. Cardillo e Troy lutam. Cardillo ataca o ladrão pela varanda, caindo no saguão. Troy atira fatalmente no ladrão e atira Cardillo na perna. Eles chegam ao apartamento do médico e Troy dá pontos em seu ferimento. Os ladrões abrem o cofre e o encontram vazio. Eles encontram Bergkamp.
Ray e Peña estocam armas. Um ladrão os interrompe e os desarma. Peña consegue matar o ladrão, mas Ray leva um tiro na lateral. João atira e fere mortalmente Ray e captura Peña. Cardillo e Troy pegam Ray e ela tenta salvá-lo, sem sucesso. Cardillo e Troy conseguem voltar para o apartamento de Griffin, onde Griffin está sangrando.
João leva Peña ao apartamento cheio de armas e exige saber onde estão Cardillo e Bergkamp. João revela que a pintura que eles procuram está no prédio. Ainda no olho da tempestade, os rádios começam a funcionar e João diz a Cardillo que está com Peña, para não chamar reforços e exige Bergkamp e a pintura. Cardillo concorda em trazer Bergkamp para eles. Eles chegam ao apartamento, dizem a João onde está a arte e João os mantém sob a mira de uma arma enquanto eles vão na frente. Eles vão para outro apartamento, que tem uma sala cheia de pinturas. João atira e mata Bergkamp, pega as chaves da van da polícia e rouba o uniforme de Cardillo. Cardillo convence João de que as pinturas são iscas e que as pinturas reais estão em outros apartamentos, então eles vão procurá-las.
Troy e Griffin saem para buscar ajuda médica, mas são perseguidos e alvejados por um ladrão. Eles se abrigam em um apartamento de subsolo que está quase inundado até o teto. Troy mergulha na água para encontrar uma saída e ajuda Griffin a passar por ela. João é levado ao apartamento de Griffin, onde há uma pintura no valor de US$200 milhões. João exige que o deixem entrar na sala trancada e é morto pelo tigre de Griffin.

## Elenco
- Emile Hirsch como Cardillo
- Mel Gibson como Ray Barrett
- Kate Bosworth como Troy Barrett
- Stephanie Cayo como Jess Peña
- David Zayas como John the Baptist (João Batista)
- Jasper Polish como Jasmine
- Will Catlett como Griffin
- Swen Temmel como Hodges
- Tyler Jon Olson como Dillon
- Jorge Luis Ramos como Bergkamp

## Produção
Em maio de 2019, Kate Bosworth e Mel Gibson foram anunciados para estrelar o filme, com Michael Polish na direção de um roteiro de Cory Miller. Outros anúncios do elenco ocorreram de junho a setembro: Emile Hirsch, Stephanie Cayo, David Zayas, e Jasper Polish. A fotografia principal começou em julho de 2019 em Miramar e Guaynabo, Porto Rico. O orçamento era de US$23 milhões, com cerca de US$15 milhões gastos no local.

## Lançamento
Em abril de 2020, a Lionsgate adquiriu os direitos de distribuição do filme. Force of Nature foi lançado nos Estados Unidos pela Lionsgate Films em distribuição digital, DVD e Disco Blu-ray em 30 de junho de 2020.
O filme também foi lançado nos cinemas em vários países estrangeiros, incluindo o Vietnã, onde estreou com US$21,117.

## Recepção

### Vendas VOD
Em seu fim de semana de estreia, Force of Nature foi o terceiro filme mais alugado na iTunes Store e o quinto no FandangoNow. Em seu segundo fim de semana, o filme ficou em quarto lugar no FandangoNow e em quinto lugar na AppleTV, bem como terminando em primeiro lugar na parada semanal do Spectrum.

### Resposta crítica
No agregador de críticas Rotten Tomatoes, o filme mantém um índice de aprovação de 9% com base em 35 comentários, com uma classificação média de 3,27/10.  No Metacritic, o filme tem uma pontuação média ponderada de 29 de 100, com base em 11 críticos, indicando "críticas geralmente desfavoráveis".